# میات مونگولین ایرلاینز
میات مونگولین ایرلاینز (به انگلیسی: MIAT Mongolian Airlines) یک شرکت هواپیمایی با کد یاتا OM است که در تاریخ ۱۹۵۴ میلادی تأسیس شده‌است.
دفتر مرکزی میات مونگولین ایرلاینز در اولان‌باتور، مغولستان واقع شده‌است و قطب این شرکت هواپیمایی در فرودگاه بین‌المللی بویانت-اوخا قرار دارد و به ۸ مقصد، پرواز مستقیم انجام می‌دهد.

## مقصدهای پروازی
بنا بر داده‌های اکتبر ۲۰۲۳، میات مونگولین ایرلاینز به/از مقصدهای زیر پرواز انجام می‌داد.
| کشور      | شهر             | فرودگاه                         | توضیحات         | ارجاع       |
| --------- | --------------- | ------------------------------- | --------------- | ----------- |
| چین       | پکن             | فرودگاه بین‌المللی پکن           |                 | [ ۱ ]       |
| چین       | گوانگ‌ژو         | فرودگاه بین‌المللی بایون گوآنگ‌ژو |                 | [ ۱ ]       |
| آلمان     | فرانکفورت       | فرودگاه بین‌المللی فرانکفورت     |                 | [ ۱ ]       |
| هنگ کنگ   | هنگ کنگ         | فرودگاه بین‌المللی هنگ کنگ       |                 | [ ۱ ]       |
| ژاپن      | اوساکا          | فرودگاه بین‌المللی کانزای        | فصلی            | [ ۱ ]       |
| ژاپن      | توکیو           | فرودگاه بین‌المللی ناریتا        |                 | [ ۱ ]       |
| مغولستان  | آلتای           | فرودگاه آلتایی                  |                 | [ ۲ ]       |
| مغولستان  | بایان‌خونگور     | فرودگاه بیانخانگار              |                 | [ ۲ ]       |
| مغولستان  | چوی‌بالسان       | فرودگاه چویبالسان               |                 | [ ۲ ]       |
| مغولستان  | دلنزدگد         | فرودگاه دلنزدگد                 |                 | [ ۲ ]       |
| مغولستان  | خاود            | فرودگاه خاود                    |                 | [ ۲ ]       |
| مغولستان  | مورون، مغولستان | فرودگاه مورون                   |                 | [ ۲ ]       |
| مغولستان  | اولگی           | فرودگاه اولگی                   |                 | [ ۲ ]       |
| مغولستان  | اولان‌باتور      | فرودگاه بین‌المللی بویانت-اوخا   | فرودگاه بسته شد | [ ۱ ]       |
| مغولستان  | اولان‌باتور      | فرودگاه بین‌المللی چنگیزخان      | قطب             | [ ۱ ]       |
| مغولستان  | اولانگام        | فرودگاه اولانگوم                |                 | [ ۲ ]       |
| مغولستان  | اولیاستی        | فرودگاه دونویی                  |                 | [ ۲ ]       |
| کرهٔ جنوبی | بوسان           | فرودگاه بین‌المللی گیمهی         |                 | [ ۱ ]       |
| کرهٔ جنوبی | سئول            | فرودگاه بین‌المللی اینچئون       |                 | [ ۱ ]       |
| تایلند    | بانکوک          | فرودگاه بین‌المللی سووارنابومی   | فصلی            | [ ۱ ]       |
| تایلند    | فوکت            | فرودگاه بین‌المللی پوکت          | فصلی            | [ ۱ ]       |
| ترکیه     | استانبول        | فرودگاه استانبول                |                 | [ ۱ ]       |
| ویتنام    | هوشی‌مین         | فرودگاه بین‌المللی تان سون نهات  | فصلی            | [ ۱ ] [ ۳ ] |

### قرارداد نماد مشترک
میات مونگولین ایرلاینز با شرکت‌های هواپیمایی زیر قرارداد نماد مشترک دارد:
- آئروفلوت[۴]
- کاتای پاسیفیک[۵]
- خطوط هوایی ژاپن[۶]
- کورین ایر[۷]
- ترکیش ایرلاینز[۸]